# 38. lovski polk (Wehrmacht)
 Za druge 38. polke glej 38. polk.
 38. lovski polk (izvirno nemško Jäger-Regiment 38) je bil lovski polk v sestavi nemške kopenske vojske med drugo svetovno vojno.

## Zgodovina
Polk je bil ustanovljen 15. decembra 1941 z reorganizacijo 38. pehotnega polka za potrebe 8. lovske divizije.